# Epipactis purpurata
Epipactis purpurata (tên tiếng Anh: Violet Helleborine) là một loài phong lan.

## Hình ảnh

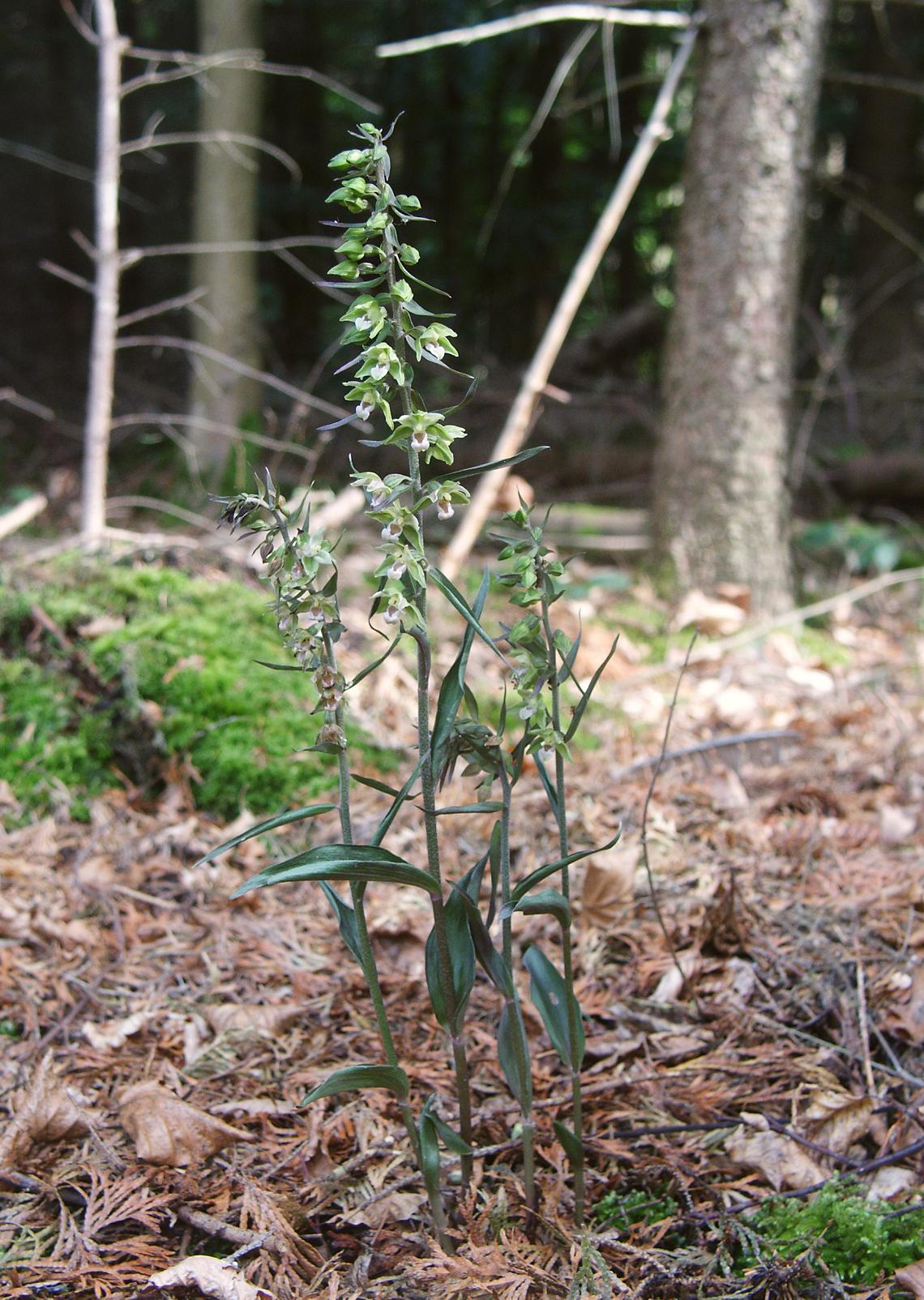
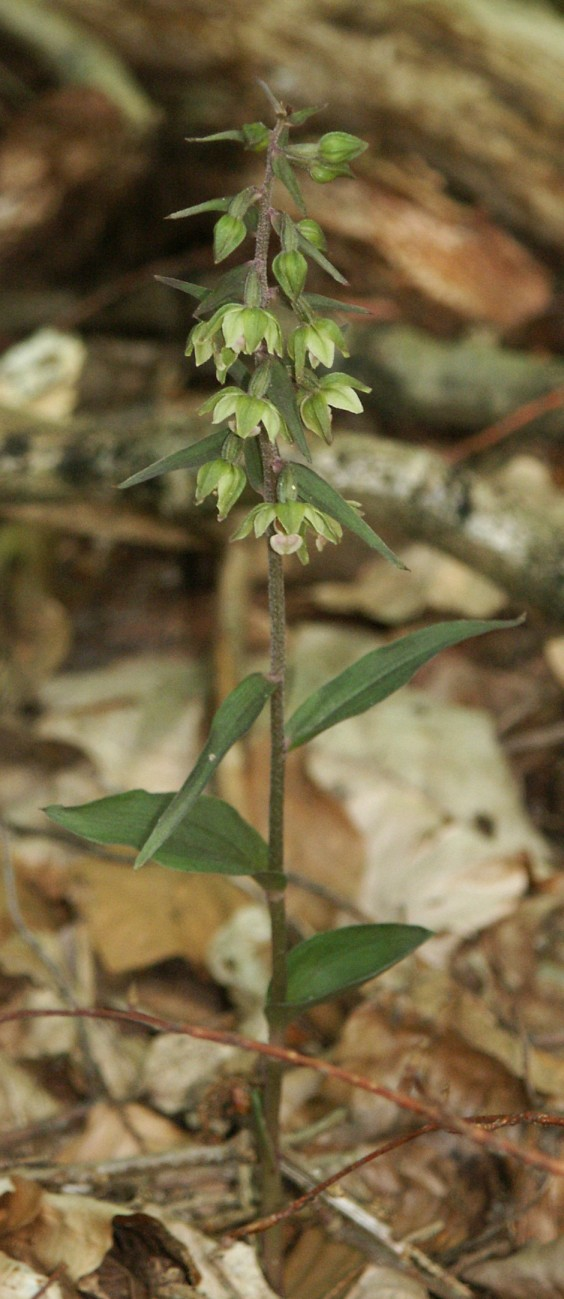
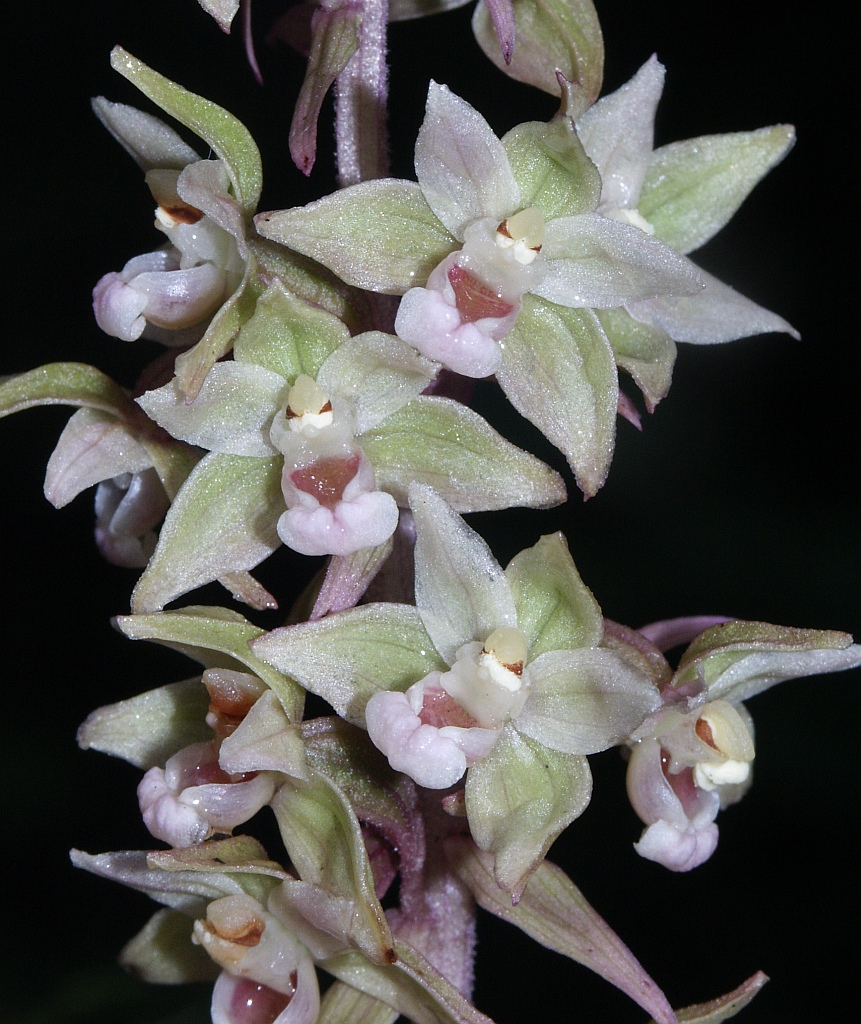
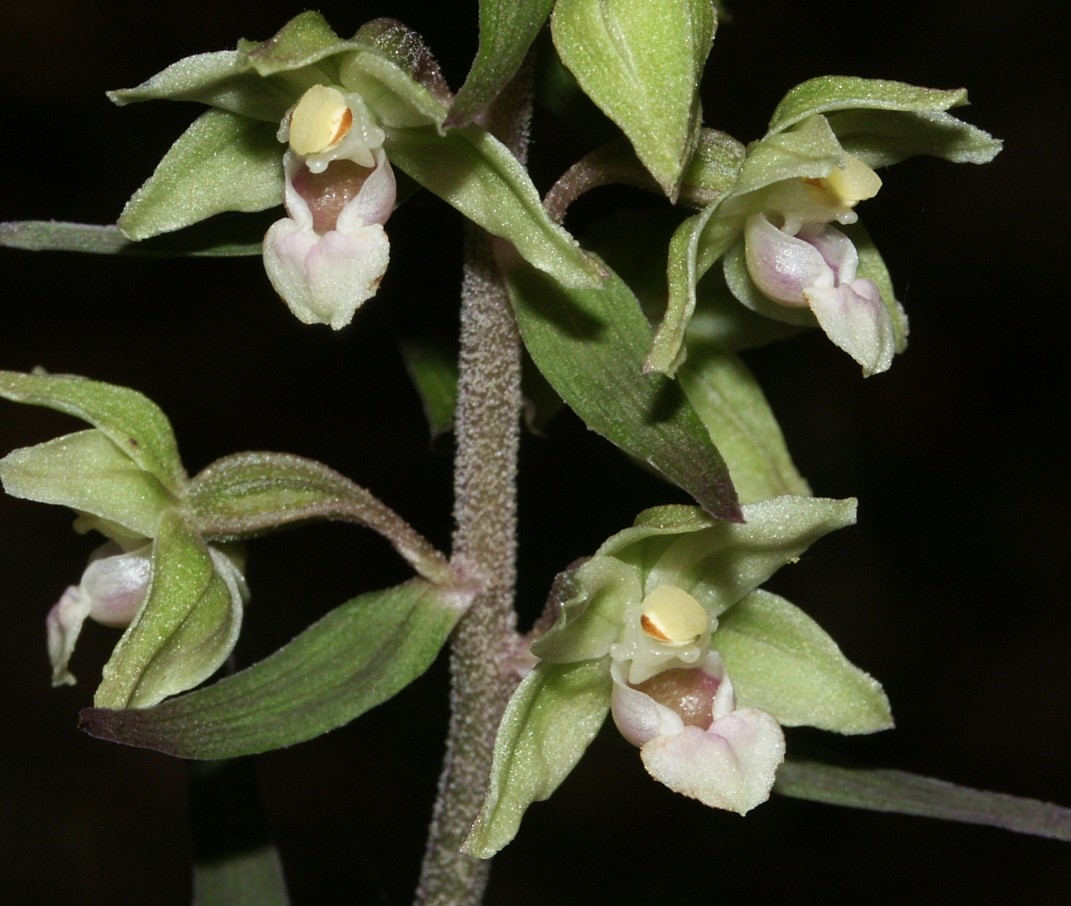